# هيرمان من فالام
هيرمان من فالام (باليونانية: Ερμάν του Βαλαάμ؛ بالروسية: Герман Валаамский؛ بالفنلندية: Herman Valamolainen) كان راهبا وعجائبيا، أسس مع القديس سيرجيوس دير فالام.
كان سيرجيوس يكرز بالمسيحية لقبائل كاريليا الوثنية شمالي روسيا، كما قاد أنشطة تبشيرية أخرى. تذكر الكتابات الكنسية أنه قدم من بيزنطة إلى فالام المطلة على سواحل بحيرة لادوغا الشمالية، وإذ كانت الجزيرة مذبحا لتقديم القرابين فإن شيوخ قرية سورتافالا ومعالجاتها الروحانيات قد سكنوها. استقر سيرجيوس في الكهوف، وبشر بالإنجيل للقرويين وعمدهم على الإيمان، ومن ضمنهم هيرمان ذي الأصل الكاريلي، الذي أخذ المشعل عن أبيه الروحي.

## التطويب

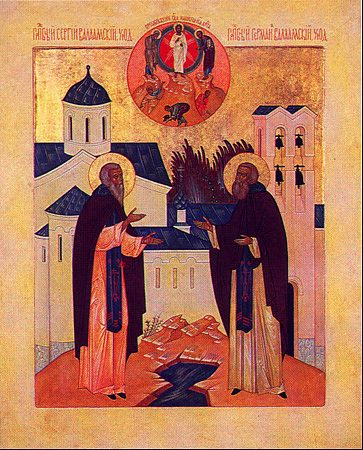
أيقونة للقديسين هيرمان وسيرجيوس تعود إلى القرن العشرين في دير فالام الجديد في فنلندا.

مع الهجوم السويدي على فنلندا، نقل رفات القديسين هيرمان وسيرجيوس إلى مكان آمن في نوفغورود. وبعد انقضاء الحرب أرجعت الذخائر إلى فنلندا، وما تزال الكنيسة الفنلندية تعيد لذكرى نقل الرفاتين في 24 سبتمبر من كل عام.
في منتصف القرن الثامن عشر، أقيم احتفال محلي للقديسين بتاريخ 11 يوليو، واختير في ذاك التوقيت ليتزامن مع معرض أقيم آنذاك قرب الدير.
في 1 نوفمبر 1819، أعلن المجمع المقدس الروسي عن قداسة هيرمان وسيرجيوس وتبجيلهما في عموم روسيا، وحدد يومي 24 سبتمبر (الموافق لـ11 سبتمبر يولياني، ذكرى نقل الرفات) و11 يوليو (الموافق لـ28 يونيو يولياني، يوم الاحتفال المحلي) عيدا لهما.